# Rui Komatsu
Rui Komatsu (japanisch 小松 塁 Komatsu Rui; * 29. August 1983 in der Präfektur Kochi) ist ein ehemaliger japanischer Fußballspieler.

## Karriere
Komatsu erlernte das Fußballspielen in der Universitätsmannschaft der Kansei-Gakuin-Universität. Seinen ersten Vertrag unterschrieb er 200 bei Cerezo Osaka. Der Verein spielte in der höchsten Liga des Landes, der J1 League. Im Oktober 2006 wurde er an den V-Varen Nagasaki ausgeliehen. 2007 kehrte er zum Zweitligisten Cerezo Osaka zurück. 2009 wurde er mit dem Verein Vizemeister der J2 League und stieg in die J1 League auf. Für den Verein absolvierte er 146 Ligaspiele. 2012 wechselte er zum Ligakonkurrenten Kawasaki Frontale. Für den Verein absolvierte er 12 Erstligaspiele. 2013 wechselte er zum Ligakonkurrenten Ōita Trinita. Für den Verein absolvierte er fünf Erstligaspiele. Im Juli 2013 wechselte er zum Zweitligisten V-Varen Nagasaki. Für den Verein absolvierte er 42 Ligaspiele. 2015 wechselte er zum Ligakonkurrenten Giravanz Kitakyushu. Am Ende der Saison 2016 stieg der Verein in die J3 League ab. Für den Verein absolvierte er 88 Ligaspiele. Ende 2017 beendete er seine Karriere als Fußballspieler.